# Ronnie Moran
Ronnie Moran (Liverpool, 1934. február 28. – 2017. március 22.) angol labdarúgó, hátvéd, edző.

## Pályafutása
A Liverpool korosztályos csapatában kezdte a labdarúgást. 1952-ben mutatkozott be az első csapatban. 1959-60-ban az együttes csapatkapitánya volt. Tagja volt az 1961–62-es idényben másodosztályú bajnokságot nyert és az élvonalba feljutó csapatnak. Két év múlva már angol bajnoki címet és angol szuperkupát (FA Charity Shield) nyert az együttessel. 1968-ban vonult vissza az aktív labdarúgástól.
1991-ben és 1992-ben a Liverpool megbízott vezetőedzője volt.

## Sikerei, díjai
Liverpool FC
- Angol bajnokság (First Division)
  - bajnok: 1963–64
- Angol bajnokság – másodosztály (Second Division)
  - bajnok: 1961–62
- Angol szuperkupa (FA Charity Shield)
  - győztes: 1964